# Сіснес (річка)
Сіснес (ісп. Río Cisnes — річка в регіоні Айсен чилійської Патагонії.

## Географія
Річка бере початок в Патагонських Андах поблизу кордону з Аргентиною. Тече на захід, впадає в протоку Пуюгуапі Тихого океану, що відокремлює острів Магдалена від материка, поблизу селища Пуерто-Сіснес (комуна Сіснес провінції Айсен).
Загальна площа басейну річки становить 5 464 км², довжина річки — 160 км.